# Liga Gaúcha de Futsal 2 de 2019
A Liga Gaúcha de Futsal 2 de 2019 foi a primeira edição do campeonato, equivalente à segunda divisão da Liga Gaúcha de Futsal, a principal competição de futsal do estado do Rio Grande do Sul. A equipe do Lagoa se sagrou campeão ao derrotar o Horizontina nas finais.

## Finais

### Primeiro jogo
| 23 de novembro de 2019 | Horizontina | 4 – 6  | Lagoa | Ginásio Édio Stoll, Horizontina                    |
| 20:00                  |             | Resumo |       | Árbitro: Tiago Perine Lopes Marcel Chagas da Silva |

### Segundo jogo
| 1 de dezembro de 2019 | Lagoa | 6-6    | Horizontina | Ginásio Municipal de Sananduva, Sananduva |
| 20:00                 |       | Resumo |             |                                           |